# Bulbostylis rumokensis
Bulbostylis rumokensis är en halvgräsart som beskrevs av Henri Chermezon och Paul Goetghebeur. Bulbostylis rumokensis ingår i släktet Bulbostylis och familjen halvgräs.
Artens utbredningsområde är Kongo-Kinshasa. Inga underarter finns listade i Catalogue of Life.